# Marino Bastjančič
Marino Bastjančič, slovenski statistik, * 1938.

## Odlikovanja in nagrade
Leta 1999 je prejel častni znak svobode Republike Slovenije z naslednjo utemeljitvijo: »za dela v dobro občini Nova Gorica in njenemu obmejnemu sodelovanju «.